# Mistrzostwa świata w żeglarstwie (klasa 49er i 49er FX)

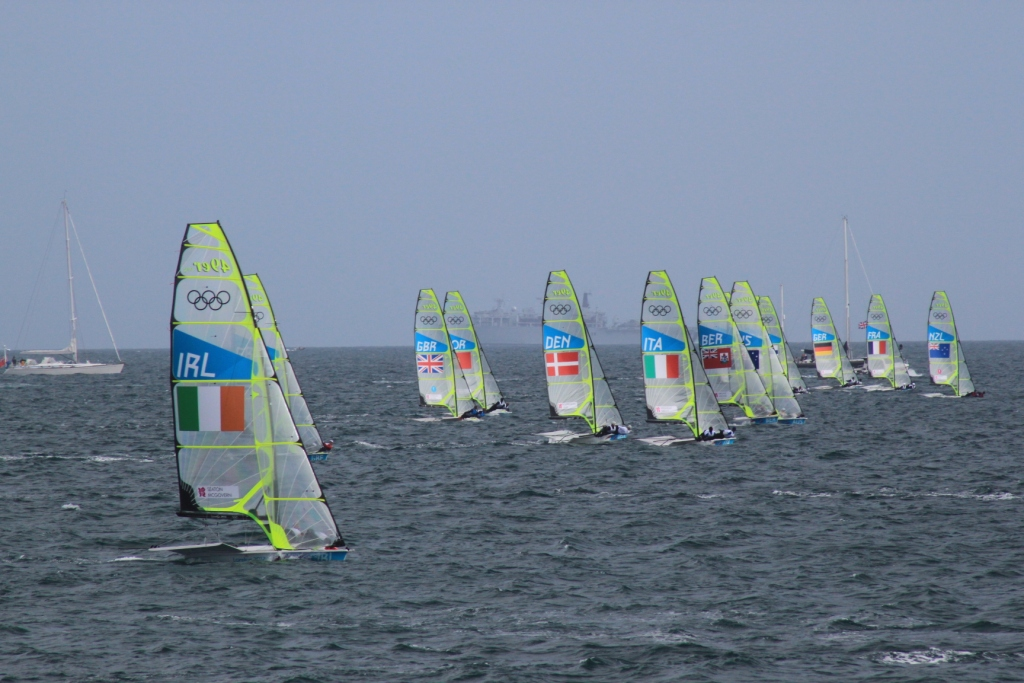
Jachty należące do klasy 49er

Mistrzostwa świata w klasie 49er organizowane są przez Międzynarodową Federację Żeglarską od 1997 roku. W 2013 roku do programu włączono regaty w klasie 49er FX. Edycje mistrzostw rozgrywane w roku przedolimpijskich stanowią jednocześnie okazję do zdobycia kwalifikacji olimpijskiej. Klasa 49er jest konkurencją olimpijską od 2000 r., a klasa 49er FX - od 2016 r.

## Medaliści

### Klasa 49er
| Rok  | Lokalizacja    | Złoto                                                   | Srebro                                                | Brąz                                             |
| ---- | -------------- | ------------------------------------------------------- | ----------------------------------------------------- | ------------------------------------------------ |
| 1997 | Perth          | Australia · Chris Nicholson · Daniel Phillips           | Stany Zjednoczone · Jonathan McKee · Charles McKee    | Stany Zjednoczone · Morgan Larson · Kevin Hall   |
| 1998 | Bandol         | Australia · Chris Nicholson · Daniel Phillips           | Wielka Brytania · Andy Budgen · Ian Budgen            | Stany Zjednoczone · Morgan Larson · Kevin Hall   |
| 1999 | Melbourne      | Australia · Chris Nicholson · Ed Smyth                  | Australia · Adam Beashel · Teague Czislowski          | Stany Zjednoczone · Morgan Larson · Kevin Hall   |
| 2000 | Guaymas        | Hiszpania · Santiago Lopez-Vasquez · Javier de la Plaza | Niemcy · Marcus Baur · Philip Barth                   | Finlandia · Thomas Johanson · Jyrki Järvi        |
| 2001 | Malcesine      | Stany Zjednoczone · Jonathan McKee · Charles McKee      | Hiszpania · Iker Martínez · Xabier Fernandez          | Ukraina · Rodion Luka · Heorhij Leonczuk         |
| 2002 | Kāneʻohe       | Hiszpania · Iker Martínez · Xabier Fernandez            | Wielka Brytania · Christopher Draper · Simon Hiscocks | Wielka Brytania · Paul Brotherton · Mark Asquith |
| 2003 | Kadyks         | Wielka Brytania · Christopher Draper · Simon Hiscocks   | Norwegia · Christoffer Sundby · Frode Bovim           | Ukraina · Rodion Luka · Heorhij Leonczuk         |
| 2004 | Ateny          | Hiszpania · Iker Martínez · Xabier Fernandez            | Wielka Brytania · Christopher Draper · Simon Hiscocks | Wielka Brytania · Paul Brotherton · Mark Asquith |
| 2005 | Moskwa         | Ukraina · Rodion Luka · Heorhij Leonczuk                | Wielka Brytania · Christopher Draper · Simon Hiscocks | Włochy · Piero Sibello · Gianfranco Sibello      |
| 2006 | Aix-les-Bains  | Wielka Brytania · Christopher Draper · Simon Hiscocks   | Grecja · Athanasios Pachoumas · Athanasios Siouzios   | Wielka Brytania · Stevie Morrison · Ben Rhodes   |
| 2007 | Cascais        | Wielka Brytania · Stevie Morrison · Ben Rhodes          | Austria · Nico Delle-Karth · Nikolaus Resch           | Australia · Nathan Outteridge · Ben Austin       |
| 2008 | Melbourne      | Australia · Nathan Outteridge · Ben Austin              | Wielka Brytania · Stevie Morrison · Ben Rhodes        | Ukraina · Rodion Luka · Heorhij Leonczuk         |
| 2009 | Riva del Garda | Australia · Nathan Outteridge · Iain Jensen             | Wielka Brytania · John Pink · Rick Peacock            | Włochy · Pietro Sibello · Gianfranco Sibello     |
| 2010 | Port Lucaya    | Hiszpania · Iker Martínez · Xabier Fernandez            | Australia · Nathan Outteridge · Iain Jensen           | Włochy · Pietro Sibello · Gianfranco Sibello     |
| 2011 | Perth          | Australia · Nathan Outteridge · Iain Jensen             | Nowa Zelandia · Peter Burling · Blair Tuke            | Dania · Emil Toft Nielsen · Simon Toft Nielsen   |
| 2012 | Zadar          | Australia · Nathan Outteridge · Iain Jensen             | Nowa Zelandia · Peter Burling · Blair Tuke            | Dania · Allan Nørregaard · Peter Lang            |
| 2013 | Marsylia       | Nowa Zelandia · Peter Burling · Blair Tuke              | Nowa Zelandia · Marcus Hansen · Josh Porebski         | Francja · Manu Dyen · Stéphane Christidis        |
| 2014 | Santander      | Nowa Zelandia · Peter Burling · Blair Tuke              | Dania · Jonas Warrer · Anders Thomsen                 | Australia · Nathan Outteridge · Iain Jensen      |
| 2015 | Buenos Aires   |                                                         |                                                       |                                                  |

### Klasa 49er FX
| Rok  | Lokalizacja  | Złoto                                             | Srebro                                                 | Brąz                                       |
| ---- | ------------ | ------------------------------------------------- | ------------------------------------------------------ | ------------------------------------------ |
| 2013 | Marsylia     | Nowa Zelandia · Alexandra Maloney · Molly Meech   | Brazylia · Martine Soffiatti Grael · Kahena Kunze      | Francja · Sandra Steyaert · Julie Bossard  |
| 2014 | Santander    | Brazylia · Martine Soffiatti Grael · Kahena Kunze | Dania · Ida Marie Baad Nielsen · Marie Thusgaard Olsen | Włochy · Giulia Conti · Francesca Clapcich |
| 2015 | Buenos Aires |                                                   |                                                        |                                            |

## Klasyfikacja medalowa
| Miejsce | Państwo           | Złoto | Srebro | Brąz | Razem |
| ------- | ----------------- | ----- | ------ | ---- | ----- |
| 1.      | Australia         | 7     | 2      | 2    | 11    |
| 2.      | Hiszpania         | 4     | 1      | 0    | 5     |
| 3.      | Wielka Brytania   | 3     | 6      | 2    | 11    |
| 4.      | Nowa Zelandia     | 3     | 3      | 0    | 6     |
| 5.      | Stany Zjednoczone | 1     | 1      | 3    | 5     |
| 6.      | Brazylia          | 1     | 1      | 0    | 2     |
| 7.      | Ukraina           | 1     | 0      | 3    | 4     |
| 8.      | Dania             | 0     | 2      | 2    | 4     |
| 9.      | Niemcy            | 0     | 1      | 1    | 2     |
| 10.     | Austria           | 0     | 1      | 0    | 1     |
| 10.     | Grecja            | 0     | 1      | 0    | 1     |
| 10.     | Norwegia          | 0     | 1      | 0    | 1     |
| 14.     | Włochy            | 0     | 0      | 4    | 4     |
| 15.     | Francja           | 0     | 0      | 2    | 2     |
| 16.     | Finlandia         | 0     | 0      | 1    | 1     |
| Razem   | Razem             | 20    | 20     | 20   | 60    |